# Nele Broszat
Nele Broszat (* 20. Oktober 2004 in Lüdinghausen) ist eine deutsche Volleyballspielerin.

## Karriere
Broszat spielte in ihrer Jugend Volleyball bei Union Lüdinghausen und RC Borken-Hoxfeld. Von 2019 bis 2022 war die Mittelblockerin mit einem Zweitspielrecht auch am Bundesstützpunkt VCO Münster aktiv, wo sie in der 3. Liga West und in der 2. Bundesliga Nord spielte. 2022 wechselte sie ins Juniorinnenteam des VC Olympia Berlin, mit dem sie in der 2. Bundesliga spielte. Im November 2022 wurde Broszat vom Bundesligisten USC Münster verpflichtet und kam hier mit einem Zweitspielrecht zum Einsatz.
2023 wechselte Broszat in die USA an die West Virginia University.
Broszat spielte auch in der deutschen Juniorinnen-Nationalmannschaft.